# Ik weet dat je terug zult komen
Ik weet dat je terug zult komen is het tweede album uit de stripreeks Samber van Yslaire.

## verhaallijn
Bernard is op weg naar het huisje van Julie en ziet op een steen gekerfd “ik weet dat je zult komen”. Julie is ondertussen in Parijs aangekomen en gaat op zoek naar “de kapelaan”. Ze stelt zich aan hem voor als de dochter van Iris maar hij zegt haar niet te kennen. Als het nacht is geworden, zien we “de kapelaan” aan een huis staan en hij roept om “Hugo”, de vader van Sarah en Bernard Samber die in het eerste album begraven is. Maar de enige die zijn geroep beantwoordt, is Julie die hem nogmaals vraagt of hij geen Iris kent. Ondertussen heeft dan toch iemand de deur opengedaan, en Julie ziet haar kans schoon om binnen te glippen en om onderdak te vragen. De kapelaan druipt af, al blij dat hij van Julie af is.
Bernard is ondertussen terug thuisgekomen van zijn zoektocht naar Julie. Hij vindt een brief van neef Guizot uit Parijs en leest hem voor aan Sarah, die blind is geworden nadat ze aan het einde van het eerste album (minder is meer) het boek van haar vader uit het haardvuur heeft willen redden.
Bernard trekt zich terug in zijn kamer, waar Rosa, de meid hem komt opzoeken. Ze is blijkbaar jaloers dat Bernard Julie wil opzoeken en voor haar geen oog heeft. Heel even verwijst Rosa nog naar de waarheid rond de moord op Bernards moeder, waarvan zij getuige was. Maar uiteindelijk vertelt ze het hem niet en ze wordt uit de kamer gejaagd door Sarah die ondertussen naar boven is gekomen.
Daags daarna neemt Bernard de postkoets naar Parijs om Julie op te zoeken. Die is ondertussen model geworden van de schilder, Egon Valdieu, die haar onderdak heeft gegeven.
In Parijs zoekt Bernard neef Guizot op die hem begeleidt. Bernard trekt naar het huis van zijn vader, waar zowel Julie als Valdieu zijn, maar dat weet Bernard niet.
Valdieu is ondertussen naar een bistro getrokken en ontmoet er Rodolphe, een revolutionair, die op het juiste moment wacht om het vuur aan de lont te steken. Daarna trekt Valdieu naar een feestje, waar ook Bernard en neef Guizot zijn. Bernard en Valdieu krijgen het met elkaar aan de stok, en Valdieu daagt hem uit tot en duel. Bernard weigert want “ik kan niet met u duelleren, ik heb gezworen voor een vrouw te sterven”. Hiermee charmeert hij de gastvrouw, Olympe de Castelbajac, die Bernard onder haar hoede neemt en hem meetroont naar haar slaapkamer. Daar verleidt ze hem en tijdens de vrijpartij, gaat de wonde in zijn hand, gesneden door Julie om hun levenslijnen even lang te maken, weer open. En terwijl Bernard Julie lijkt te vergeten, denkt Julie aan hem en voelt ze het ongeboren kind in zich bewegen.